# 파리 4구

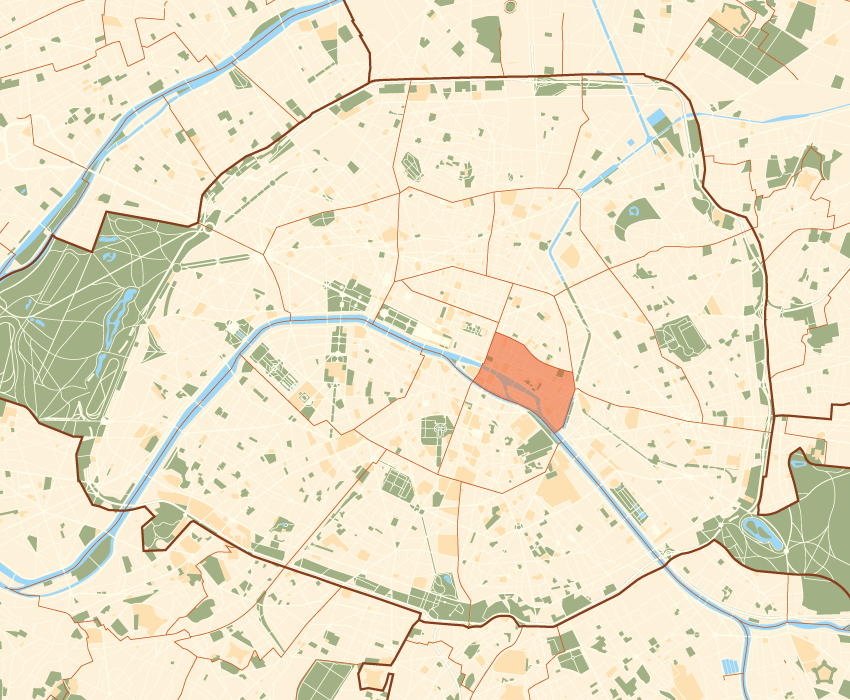
파리 4구의 위치

파리 4구(프랑스어: 4e arrondissement de Paris)는 프랑스의 수도 파리를 구성하는 20개의 행정구 중 하나이다. 일반 지방 자치 코드 (Code général des collectivités territoriales)로는 오텔드빌 구(Arrondissement de l'Hôtel-de-Ville)라고 표기하지만, 일상 생활에서 이 명칭은 거의 쓰이지 않는다.